# マグネット (ポストプロダクション)
株式会社マグネットは、テレビ番組・CM・VP等の映像編集を行うポストプロダクションである。2005年（平成17年）6月1日設立。

## 所在地・代表者
- 大阪市北区本庄東1-1-10　RISE88ビル707号
- 代表取締役 : 桑野和之

## 主な担当番組
朝日放送
- ムーブ!
- おはよう朝日です
- おはよう朝日土曜日です
- ごきげん!ブランニュ
- 艶艶メッセンジャー

讀賣テレビ
- 大阪ほんわかテレビ

関西テレビ
- FNNスーパーニュースアンカー

NHK
- ビジネス新伝説 ルソンの壺

サンテレビ
- 四季の釣り

## 過去の担当番組
讀賣テレビ
- 激テレ★金曜日

テレビ大阪
- 板東英二の美味!ニッポン

テレビ大阪
- 美味!ニッポン

サンテレビ
- 抱きしめて!プレママ-net

東海テレビ放送
- おでかけ!パレット

## 関連会社
- 株式会社ビーワイルド
- 株式会社ヴォックス
- 株式会社ガスコイン・カンパニー
- 株式会社トゥモロゥー
- 株式会社シエル
- 株式会社オフィスケイワイズ
- 株式会社ビーワイルドエンタテインメントグループ
- 有限会社アークジャパン